# زمان پرواز پراش

با اندازه‌گیری اختلاف زمان دریافت دو سیگنالی که از دو سر ترک می‌آید، می‌توان اندازه ترک را تعیین نمود.

زمان پرواز پراش، روشی حساس و دقیق برای اندازه‌گیری اندازه عیوب ترک مانند در آزمون فراصوت می‌باشد. کارکرد این روش بر این اساس است که هنگامی که امواج فراصوت با عیبی همچون ترک برخورد می‌کنند، نوک ترک شروع به انتشار امواج فراصوت می‌کند که به آن تفرق امواج صوتی. این سیگنال‌ها توسط ترنسدیوسر گیرنده دریافت می‌شود. با تشخیص زمان پرواز امواج رسیده از دو سر ترک می‌توان اندازه آن را تعیین نمود.